# Euphorbia papillaris
Euphorbia papillaris là một loài thực vật có hoa trong họ Đại kích. Loài này được (Boiss.) Raffaelli & Ricceri mô tả khoa học đầu tiên năm 1988.